# 蔡明諺
蔡明諺（1996年01月07日—），台灣男子柔道運動員，曾就讀國立體育大學。
蔡明諺在2016年夏季奧林匹克運動會參加男子60公斤級柔道比賽，晋級32強，後來和保加利亞選手亞尼斯拉夫·葛契夫比賽過程因手傷棄權，未能晋級16強。

## 外部連結
- 2017台北世界大學運動會 蔡明諺 （页面存档备份，存于）